# Кэмпбелл, Джон Фредерик, 1-й граф Кодор
Джон Фредерик Кэмпбелл, 1-й граф Кодор (англ. John Campbell, 1st Earl Cawdor; 8 ноября 1790, Лондон — 7 ноября 1860) — британский пэр и политик.

## Биография
Родился 8 ноября 1790 года. Старший сын Джона Кэмпбелла, 1-го барона Кодора (1753—1821), и леди Изабеллы Кэролайн Говард (1771—1848), старшей дочери Фредерика Говарда, 5-го графа Карлайла.
Он получил образование в Итоне и Крайст-Черч в Оксфорде, получив степень бакалавра в 1812 году.
1 июня 1821 года после смерти своего отца Джон Фредерик Кэмпбелл унаследовал титул 2-го барона Кодора из Каслмартина. 5 октября 1827 года ему были пожалованы титулы виконта Эмлина из Эмлина в графстве Кармартеншир и графа Кодора из Каслмартина в графстве Пембрукшир.
В июне 1812 года он был избран членом Королевского общества . В том же году он баллотировался на выборах в Палату общин от Пембрукшира после того, как действующий член палаты лорд Милфорд отказался от участия в его пользу. Джон Кэмпбелл, однако, потерпел поражение от сэра Джона Оуэна из Ориэлтона .
Он был членом Палаты общин от Кармартена с 1813 по 1821 год и лордом-лейтенантом Кармартеншира с 1852 по 1860 год. Он умер накануне своего 70-летия от гангренозной инфекции, вызванной карбункулом на правой руке, в своем родовом поместье в Стэкполе, Пембрукшир.
В 1831 году на коронации короля Вильгельма и королевы Аделаиды граф Кодор нес и подарил королеве-консорту жезл из слоновой кости с голубем.

## Семья

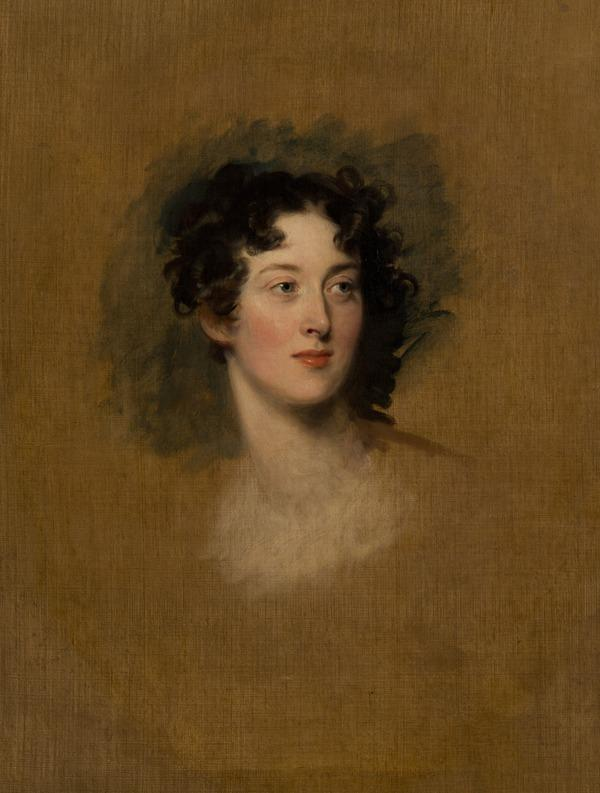
Элизабет Тинн, графиня Кодор, портрет Томаса Лоуренса

5 сентября 1816 года Джон Кэмпбелл женился на леди Элизабет Тинн (27 февраля 1795 — 16 февраля 1866), дочери Томаса Тинна, 2-го маркиза Бата, и достопочтенной Изабеллы Элизабет Бинг. У них было семеро детей:
- Леди Джорджиана Кэмпбелл (? — 3 декабря 1884), в 1840 году вышла замуж за полковника Джона Бальфура, 7-го из Балбирни, от брака с которым у неё было семеро детей
- Джон Фредерик Воан Кэмпбелл, 2-й граф Кодор (11 июня 1817 — 29 марта 1898)
- Леди Эмили Кэролайн Кэмпбелл (1819 — 22 мая 1911), в 1842 году вышедшая замуж за политика Октавиуса Данкомба[англ.]. Она служила фрейлиной герцогини Кембриджской на коронации королевы Виктории в 1838 году[9].
- Леди Элизабет Люси Кэмпбелл (16 января 1822 — 26 апреля 1898), в 1842 году вышла замуж за Джона Каффа, 3-го графа Десарта[англ.]
- Леди Мэри Луиза Кэмпбелл (1825 — 24 ноября 1916), в 1846 году вышедшая замуж за Джорджа Эгертона, 2-го графа Элсмира[англ.].
- Преподобный достопочтенный Арчибальд Джордж Кэмпбелл (1825 — 24 ноября 1916).
- Подполковник достопочтенный Генри Уолтер Кэмпбелл (23 марта 1835 — 7 декабря 1910).